# Хардуерна виртуализация
Хардуерна виртуализация е вид виртуализация на ниво цялостна хардуерна компютърна платформа, създаване на логически абстракции на някои компоненти или само осигуряването на необходимата функционалност за поддръжка на различни операционни системи. Виртуализацията „скрива“ физическите характеристики на платформата от потребителя и вместо това му предоставя друга, абстрактна компютърна платформа В началото софтуерът за контрол на виртуализацията се е наричал контролна програма (control program), но с времето по-предпочитани стават термините хипервайзър (hypervisor) или монитор на виртуална машина (virtual machine monitor). Хардуерната виртуализация е позната още от мейнфрейм машините, а поддръжката ѝ при съвременните процесори е налична в продуктите на водещите производители: Intel, AMD и VIA.

## Концепция
Терминът виртуализация е въведен през 1960 г. и се позовава на виртуалната машина (понякога се нарича „псевдо машина“), термин, който сам по себе датира от експерименталната система IBM M44/44x. Създаването и управлението на виртуални машини е наречено „виртуализационна платформа“, или по-скоро „сървърна виртуализация“. Хардуерната виртуализация обикновено изисква работа с физически устройства от един и същ модел и производител. При нея към всеки сървър се закрепя определен набор от ресурси и автоматичната промяна на това разпределение не е възможна със софтуерни средства.
Виртуализацията се управлява със специален (домакински или „хост“) софтуер, който създава за гостуващите програми симулирана компютърна среда, виртуална машина (VM). Софтуерът на гостите не е ограничен до потребителските приложения; много домакини позволяват функционирането на пълни операционни системи (ОС). Достъп до физически системни ресурси (като например за достъп до мрежата, монитор, клавиатура и съхранението диск) обикновено се управляват на по-рестриктивно ниво от хост процесор и системната памет. Гостите са често ограничени от достъп до специфични периферни устройства, или могат да бъдат ограничени до подмножество от местните възможности на устройството, в зависимост от политиката на хардуер достъп осъществява от приемащата виртуализация.

## Причини за виртуализация
В случай на сървърна консолидация, множество малки физически сървъри се заместват с един по-голям физически сървър с оглед увеличаване на ефективността при използването на скъпи хардуерни ресурси като CPU. Въпреки че хардуерът е консолидиран, обикновено операционните системи не са. Вместо това, всяка операционна система работи на физически сървър. Един голям сървър може да бъде домакин на много такива „гости“ – виртуални машини. Това е известно като физико-виртуална (P2V) трансформация.
Някои примери за хардуерна виртуализация:
- стартиране на едно или повече приложения, които не се поддържат от домакинската ОС – това може да стане чрез виртуална машина с гостуваща ОС без да се сменя домакинската
- оценка на алтернативна ОС – новата ОС може да работи вътре във виртуална машина
- сървърна виртуализация – един сървър може да бъде домакин на много такива „гости“ – виртуални машини, като консолидирането на сървърите може да има и допълнителна полза: намаляване на потреблението на енергия.

## Пълна виртуализация
При пълната виртуализация, виртуалната машина симулира достатъчно хардуер, за да могат множество ОС да работят едновременно върху един и същ сървър без да си взаимодействат. Всяка немодифицирана „гост“ ОС (такава, предназначена за същия набор инструкции), може да се стартира в изолация. Този подход бе пионер през 1966 г. с IBM CP-40 и CP-67, предшествениците на семейството VM.
Примери извън областта на мейнфрейм включват Parallels Workstation, Parallels Desktop за Mac, VirtualBox, Virtual Iron, Oracle VM, Virtual PC, Virtual Server, Hyper-V, VMware Workstation, VMware сървър (спрени, наричана по-рано GSX сървър), VMware ESXi, QEMU, Adeos, Mac върху Linux, Win4BSD, Win4Lin Pro и Egenera vBlade технология.

## Хардуерно-подпомагана виртуализация
В хардуерно-подпомаганата виртуализация хардуерът осигурява поддръжката, която улеснява изграждането на монитор на виртуална машина и позволява гостуващата ОС да функционира самостоятелно. Хардуерно-подпомаганата виртуализация е представена за първи път на IBM System/370 през 1972 г., за използване с VM 370, първата ОС за виртуална машина.
През 2005 г. и 2006 г. Intel и AMD предвидиха допълнителен хардуер, за да се поддържа виртуализация. Sun Microsystems (сега Oracle Corporation) добавят подобни характеристики в техните UltraSPARC T-Series процесори през 2005 г. Примери за платформи за виртуализация, пригодени за тази хардуери включват Linux KVM, VMware Workstation, VMware Fusion, Microsoft Hyper-V, Microsoft Virtual PC, Xen, Parallels Desktop за Mac, Oracle VM сървър за SPARC, VirtualBox и Parallels Workstation.

## Частична виртуализация
В частичната виртуализация, включително адресно пространство за виртуализация, виртуалната машина симулира множество копия на голяма част от основна хардуерна среда, особено на адресните пространства. Обикновено това означава, че цели операционни системи не могат да работят във виртуалната машина, което би било знак на пълна виртуализация. Ключова форма на частична виртуализация е адресното пространство за виртуализация, в което всяка виртуална машина се състои от независими адресни пространства.